# Michał Urbaniak
Pour les articles homonymes, voir Urbaniak.
Michał Urbaniak, né le 22 janvier 1943 à Varsovie, en Pologne, est un musicien de jazz polonais.
Il joue du violon, du lyricon et du saxophone. Sa musique comprend des éléments de musique folk, rhythm and blues, hip-hop et de musique symphonique.

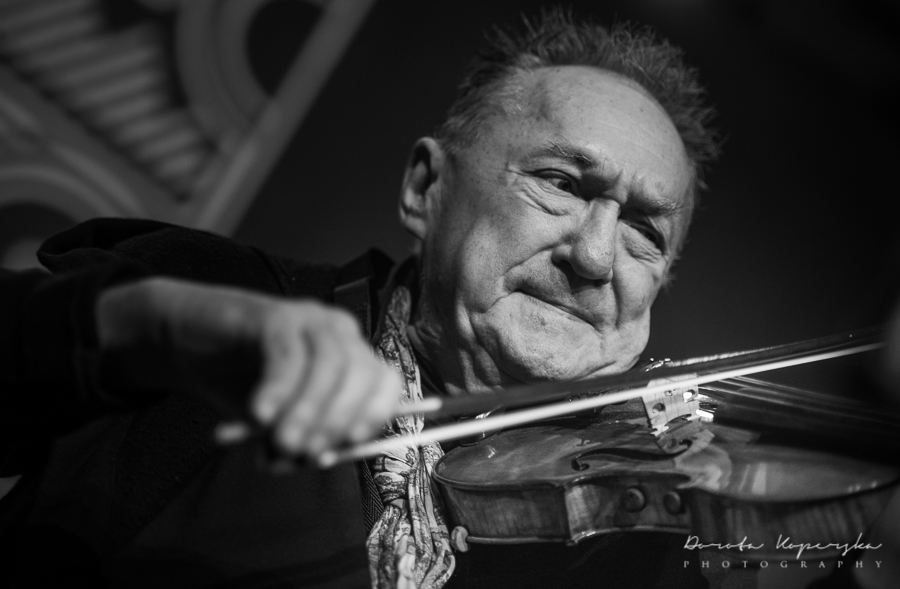
Michał Urbaniak, concert à la Guido Mine, Zabrze dans le cadre du LOTOS Jazz Festival au 21e Bielska Zadymka Jazzowa (en 2019).

## Biographie
Michał Urbaniak commence son éducation musicale au lycée de Łódź, en Pologne, et continue à partir de 1961 à Varsovie dans la classe de violon de Tadeusz Wroński. Apprenant à jouer seul du saxophone, il joue d'abord dans un groupe de dixieland, puis avec Zbigniew Namysłowski et les Jazz Rockers, avec lesquels il se produit lors du festival Jazz Jamboree en 1961. Après cela, il est invité à jouer avec Andrzej Trzaskowski et fait une tournée aux États-Unis en 1962 avec le groupe d'Andrzej Trzaskowski, les Wreckers, jouant dans des festivals et des clubs à Newport, San Francisco, Chicago, Washington et New York.
De retour en Pologne, il travaille avec le quintette de Krzysztof Komeda (1962–1964). Ensemble, ils partent pour la Scandinavie, où, après avoir honoré quelques contrats, Urbaniak y reste jusqu'en 1969. Là, il crée un groupe avec Urszula Dudziak et Wojciech Karolak, qui remporte un succès considérable et sera plus tard le point de départ de Michał Urbaniak Fusion.
Urbaniak a joué avec Billy Cobham, Buster Williams, Chick Corea, Elvin Jones, Freddie Hubbard, George Benson, Herbie Hancock, Joe Henderson, Joe Zawinul, Kenny Barron, Larry Coryell, Lenny White, Marcus Miller, Quincy Jones, Ron Carter, Roy Haynes, Vladyslav Sendecki, Wayne Shorter et Weather Report. En 1985, il est invité à jouer lors de l'enregistrement de Tutu avec Miles Davis.
En 2012, il joue dans le film polonais My Father's Bike (Mój rower).

### Vie personnelle
Michał Urbaniak s'est marié quatre fois, dont avec la chanteuse de jazz Urszula Dudziak (avec laquelle il a deux filles, la chanteuse pop Mika Urbaniak (en) (Michelle, née en 1980) et la sculptrice Kasia) et l'actrice Liliana Komorowska.

## Discographie

### En tant que leader
- Urbaniak's Orchestra (1968)
- Paratyphus B (1970)
- Inactin (1971)
- New Violin Summit avec Don Harris, Jean-Luc Ponty (1972)[2]
- Super Constellation (et Constellation in Concert) (1973)
- Polish Jazz (1973)
- Atma (1974)
- Fusion (1974)
- Funk Factory (1975)
- Fusion III (EMI, 1975)
- Body English (1976)
- The Beginning (Catalyst, 1976)
- Tribute to Komeda (BASF, 1976)
- Urbaniak (Inner City, 1977)
- Ecstasy (Marlin, 1978)
- Urban Express (EastWest, 1979)
- Daybreak (Pausa, 1980)
- Music for Violin and Jazz Quartet (1980)
- Serenade for the City (1980)
- Folk Songs: Children's Melodies (Antilles, 1981)
- Jam at Sandy's (Jam, 1981)
- My One and Only Love (SteepleChase, 1982)
- The Larry Coryell and Michael Urbaniak Duo (Keynote, 1982)
- Recital with Władysław Sendecki (1983)
- A Quiet Day in Spring (Steeplechase, 1983)
- Take Good Care of My Heart (Steeplechase, 1984)
- New York Five at the Village Vanguard (1989)
- Songs for Poland (Ubx, 1988)
- Milky Way, Some Other Blues, Mardin (1990)
- Cinemode (Rykodisc, 1990)
- Songbird (SteepleChase, 1990)
- Michal Urbaniak (Headfirst, 1991)
- Manhattan Man (Milan, 1992)
- Milky Way (L & R, 1992)
- Burning Circuits, Urban Express, Manhattan Man (1992)
- Urbanator (1993)
- Friday Night at the Village Vanguard (Storyville, 1994)
- Some Other Blues (Steeplechase, 1994)
- Code Blue (1996)
- Urbanator II (1996)
- Live in Holy City (Ubx, 1997)
- Urbaniax (1998)
- Fusion (1999)
- Ask Me Now (SteepleChase, 2000)
- From Poland with Jazz (2002)
- Urbsymphony (Ubx, 2003)
- Decadence (Ubx, 2004)
- Urbanizer (Ubx, 2004)
- Urbanator III (2005)
- Michal Urbaniak's Group (2005)
- I Jazz Love You (Ubx, 2006)
- Sax Love (Ubx, 2006)
- Polish Wind (Minor Music, 2007)
- Miles of Blue (2009)[3]

### En tant que:sideman
Avec Urszula Dudziak
- 1976 : Urszula
- 1977 : Midnight Rain
- 1979 : Future Talk
- 1983 : Sorrow Is Not Forever...But Love Is

Avec d'autres
- 1971 : Swiss Suite, Oliver Nelson
- 1974 : Journey, Arif Mardin (Atlantic)
- 1977 : Tomorrow's Promises, Don Pullen
- 1977 : The Lion and the Ram, Larry Coryell
- 1980 : Swish, Michael Brecker
- 1981 : Stratus, Charly Antolini/Billy Cobham
- 1984 : Islands, Scott Cossu
- 1986 : Tutu, Miles Davis
- 1987 : Music from Siesta, Miles Davis/Marcus Miller
- 1987 : The Camera Never Lies, Michael Franks
- 1989 : Whispers and Promises, Earl Klugh
- 1994 : Rejoicing, Paul Bley
- 1994 : Mo' Jamaica Funk, Tom Browne
- 1995 : Present Tense, Lenny White
- 2002 : Glass Menagerie, Billy Cobham
- 2003 : Nevertheless, Bob Malach
- 2004 : Music for Planets, People, and Washing Machines, Randy Bernsen[4]